# فرودگاه کشود
فرودگاه کشود (به انگلیسی: Keshod Airport) یک فرودگاه همگانی با کد یاتا IXK است که یک باند فرود آسفالت دارد و طول باند آن ۱۳۷۲ متر است. این فرودگاه در کشور هند قرار دارد و در ارتفاع ۵۱ متری از سطح دریا واقع شده است.